# Каматни рачун
Каматни рачун је налог који одређује односе који се успостављају између дужника и повериоца. Наиме, дужник позајмљује одређени новац од повериоца на одређено време и плаћа одређену новчану надокнаду повериоцу, као накнаду за употребу позајмљеног новца. Сума који дужник позајмљује од повериоца назива се капитал или главница и најчешће се означава са К.
Каматни рачун се дели на : 
- прост каматни рачун
- сложени каматни рачун

## Прост каматни рачун
Прост каматни рачун представља рачун који је одређен у зависности између капитала, каматне стопе (интереса) и времена за које се рачуна камата где се камата обрачунава на исту основицу.
Камата која се сваког периода рачуна на исту основицу је константна величина и назива се проста камата.

### Формула за прост каматни рачун
I=К*p*g/100
I=K*p*m/1200
I=K*p*d/36000 или    I=K*p*d/36000
- I - износ камате  | K - капитал, тачније колико се новца улаже
- p - интересна(каматна) стопа у процентима |  g - број година
- m - број месеци |  d - број дана

## Сложен каматни рачун
Сложен каматни рачун представља вид рачуна где се подразумева да се основица на коју се обрачунава камата у датом обрачунском периоду увећава за камату из претходног обрачунског периода.
Камата која се сваког периода рачуна на уложену суму и на доспелу камату из ранијих периода назива се "камата на камату" или сложена камата.

### Формула за сложени каматни рачун
BV=SV*(1+k/m)n*m
- BV - будућа вредност уложене суме  | SV - садашња вредност уложене суме

- k - каматна стопа изражена у децималном запису |  n - број година

- m - број периода

Укамаћивање код сложеног каматног рачуна може бити:
| Периодично  |           |
| Полугодишње | m=2       |
| Квартално   | m=4       |
| Месечно     | m=12      |
| Недељно     | m=52      |
| Дневно      | m=360/365 |